# Ángeles S.A. (álbum)
Ángeles S.A. es el cuarto álbum de estudio de la cantante española María Isabel, y también la banda sonora de la película del mismo nombre, Ángeles S.A. El álbum fue lanzado solamente en España, en caja joyero junto a un DVD y el colgante de la película.

## Información
El álbum fue publicado el 27 de noviembre de 2007 solamente en España, que sirvió como banda sonora de su película titulada Ángeles S.A.
El álbum vendió más de 80 000 copias, siendo certificado como disco de platino.

## Lista de canciones
1. Mis ojos de caramelo
2. Angelitos buenos
3. En este instante
4. El mundo al revés
5. Cuando no estás
6. Entre montañas
7. Baila a mi vera
8. Dime por qué
9. Angelitos
10. Cuando no estás (Instrumental)
11. El mundo al revés (Instrumental)
12. Angelitos buenos (Instrumental)

## DVD
- Vídeoclip 'Cuando no estás'
- Videoclip 'El mundo al revés'
- Making of Ángeles S.A
- Entrevista a María Isabel
- Imágenes grabación disco
- Trailer Ángeles S.A. 1
- Trailer Ángeles S.A. 2
- Galería fotográfica

## Ediciones
- Ángeles S.A. (CD + DVD) con caja joyero y colgante. Sellos: Vale Music y Universal Music.
- Ángeles S.A. (CD + DVD) (solo disco sin caja joyero ni colgante). Sellos: Vale Music y Universal Music.

## Sencillos
- Cuando no estás
- El mundo al revés

## Ventas y certificación
| País   | Proveedor  | Año  | Certificación                                  | Copias certificadas |
| Europa |            |      |                                                |                     |
| España | Promusicae | 2007 | 1 [[:Archivo:Platinum.png\|undefined]] Platono | 80.000              |